# Cyprinodon pachycephalus
Cyprinodon pachycephalus é uma espécie de peixe da família Cyprinodontidae.
É endémica do México.